# Шахова олімпіада 1952
На 10 ювілейну, шахову Олімпіаду делегували своїх найкращих шахістів 25 країн. Очікувалося, що кількість команд буде ще більшою, однак ряд національних шахових федерацій, позбавлених громадської і державної підтримки, не змогли зібрати кошти, необхідні для участі в турнірі. Уже в Гельсінкі з'ясувалося, що через це не братиме участі в турнірі команда Франції — з усієї команди приїхав лише гросмейстер Бернштейн. Лідери єгипетської команди Басуні та Ель Хазмі також не дочекалися своїх колег і вимушені були задовольнитися роллю глядачів.
На олімпіаді дебютувала команди СРСР, НДР, Ізраїлю, Люксембурга і Саара. Після тривалої перерви взяли участь в Олімпіаді і сильні команди Чехословаччини й Угорщини.
На урочистому відкритті Олімпіади учасників вітав президент ФІДЕ Ф. Рогард і керівник Фінської шахової федерації А. Ільмакунас. Від імені учасників олімпійську клятву вперше на шаховій Олімпіаді виголосив чемпіон Фінляндії К. Оянен. Текст клятви склав К. Опоченський. Потім відбулося жеребкування, під час якого почесний караул морських курсантів з прапорами всіх 25 країн віддав почесті кожній команді.
Турнір проходив у великому залі вищої комерційної школи Гельсінкі. У залі зовсім не було демонстраційних щитів, а у фоє лише вісім. Глядачі, звичайно, були незадоволені, в особливо гострі моменти вони скупчувалися навколо столиків учасників.

## Регламент
Команди поділялись на три півфінали (групи) по 9, 8 і 8 команд в кожному відповідно. 
Найкращі 3 команди з кожного півфіналу потрапляли у фінал А. З 4 по 6 місце в фінал В, з 7 по 9 в фінал С.

## Результати
Півфінали пройшли без будь-яких хвилювань.

### Півфінали
- У першому півфіналі впевнено зіграли шахісти Аргентини, ФРН і Чехословаччини. Решта команд значно поступалися фаворитам. В аргентинців відзначився Найдорф, який переміг усіх своїх суперників — 8 з 8.
- Другий півфінал, як і перший, не вирізнявся рівністю складів. І тут перші ж тури визначали результат боротьби за вихід у головний фінал. Команди Угорщини, Швеції та Югославії значно переважали решту. Щоправда, один з дебютантів турніру, команда НДР, також вдало стартувала і після 3 турів посідала друге місце, проте не витримала темпу фаворитів і закінчила турнір на четвертому місці. Енергійно і з великим піднесенням грали шведи, які знову зібрали під свій стяг відому трійку довоєнного складу — Штальберга, Штольца і Лундіна.
- Третій півфінал був, безсумнівно, найбільш сильним і рівним за складом. Лідерство з перших матчів захопив СРСР. За наступні місця точилася вперта боротьба до останнього туру. Перший результат в історії виступів на олімпіадах радянських шахістів було зафіксовано на 3-й шахівниці в матчі з Ізраїлем, де Бронштейн на 49-му ході переміг Пората. Свій перший матч команда СРСР виграла з рахунком 3:1. Несподіванкою першого туру була поразка американців від команди Голландії, яка грала без екс-чемпіона світу Ейве. Результат матчу вирішила перемога Доннера над Р. Бірном. Радянська команда продовжувала переможну ходу. Другий фаворит, команда США, провела півфінал досить нерівно. У 3-му турі вона програла фінам, у 6-му зіграла внічию з поляками, а в останньому зазнала поразки від СРСР.

| Місце | Країна         | Очки |
| ----- | -------------- | ---- |
| 1     | Аргентина      | 25½  |
| 2     | ФРН            | 23   |
| 3     | Чехословаччина | 22½  |
| 4     | Англія         | 18   |
| 5     | Данія          | 15½  |
| 6     | Куба           | 14   |
| 7     | Ісландія       | 12½  |
| 8     | Саар           | 10½  |
| 9     | Люксембург     | 2½   |

| Місце | Країна    | Очки |
| ----- | --------- | ---- |
| 1     | Швеція    | 21   |
| 2     | Угорщина  | 20½  |
| 3     | Югославія | 18½  |
| 4     | НДР       | 13½  |
| 5     | Австрія   | 11½  |
| 6     | Італія    | 11   |
| 7     | Бразилія  | 10½  |
| 8     | Норвегія  | 5½   |

| Місце | Країна     | Очки |
| ----- | ---------- | ---- |
| 1     | СРСР       | 23½  |
| 2     | США        | 18   |
| 3     | Фінляндія  | 17   |
| 4     | Ізраїль    | 16   |
| 5     | Нідерланди | 13½  |
| 6     | Польща     | 12½  |
| 7     | Швейцарія  | 7½   |
| 8     | Греція     | 4    |

### Фінали
21 серпня відбувся 1-й тур фіналів. У фіналі А енергійно стартувала команда Югославії, здобувши три перемоги підряд над командами Західної Німеччини, Швеції та Угорщини. СРСР в першому турі переміг угорську збірну. У 2-му турі матч США-СРСР Закінчився внічию. Аргентинці стартували невдало. Єдину перемогу в матчі здобув Болеславський над Россетто. Після трьох турів радянські шахісти посідали друге місце з 7 очками. Попереду були югослави з 8,5 очка, третіми йшли американці — 6,5 очка.
Четвертий тур особливих змін не вніс, 5-й видався сенсаційним. «Винуватцями» сенсації були шахісти Аргентини, які завдали першої поразки лідеру — команді Югославії. Як і в Дубровнику, перемогу своїй команді забезпечив Найдорф, який переміг Глігорича. Решта матчів закінчилися внічию, до того ж в матчі СРСР — Чехословаччина на всіх чотирьох шахівницях.
Центральним у 6-му турі був матч СРСР — Югославія. Прекрасно зіграв Смислов, який переміг Рабара. Однак його успіх не був розвинутий. Партії Керес—Глігорич і Болеславський—Пірц закінчилися внічию.
Решта матчів туру відрізнялися результативністю: розігралися аргентинці, які буквально розгромили фінів, важливі перемоги здобули команди США над ФРН й Угорщини над Швецією. Боротьба за перше місце загострилася. Попереду, як і раніше, були югослави, але їхня перевага була уже мінімальною.  У 7-му турі СРСР з великим рахунком виграє у фінів. У 8-му турі югославська команда не грала, а американці зіграли внічию з угорцями. З великим рахунком в цьому турі команди Чехословаччини й Аргентини перемогли відповідно фінів і шведів.
У 9 турі збірна СРСР перемогла Швецію, і виграла золоті нагороди. Аргентинці з таким самим рахунком переграли угорців і стали володарями срібних медалей, оскільки югослави в матчі з фінами задовольнилися лише мінімальною перевагою. Чехословацькі шахісти здобули переконливу перемогу над шахістами ФРН і зуміли випередити американців у боротьбі за четверте місце.

#### Фінал А
| Місце | Країна         | 1  | 2  | 3  | 4  | 5  | 6  | 7  | 8  | 9  |  | + | − | = | Очки |
| ----- | -------------- | -- | -- | -- | -- | -- | -- | -- | -- | -- |  | - | - | - | ---- |
| 1     | СРСР           |    | 2½ | 2  | 2  | 2  | 2½ | 3  | 3½ | 3½ |  | 5 | 3 | 0 | 21   |
| 2     | Аргентина      | 1½ |    | 2½ | 1½ | 1½ | 3  | 3½ | 2½ | 3½ |  | 5 | 0 | 3 | 19½  |
| 3     | Югославія      | 2  | 1½ |    | 2½ | 2  | 3  | 2½ | 3  | 2½ |  | 5 | 2 | 1 | 19   |
| 4     | Чехословаччина | 2  | 2½ | 1½ |    | 2  | 1½ | 2  | 3  | 3½ |  | 3 | 3 | 2 | 18   |
| 5     | США            | 2  | 2½ | 2  | 2  |    | 2  | 1½ | 3  | 2  |  | 2 | 5 | 1 | 17   |
| 6     | Угорщина       | 1½ | 1  | 1  | 2½ | 2  |    | 2½ | 2  | 3½ |  | 3 | 2 | 3 | 16   |
| 7     | Швеція         | 1  | ½  | 1½ | 2  | 2½ | 1½ |    | 2  | 2  |  | 1 | 3 | 4 | 13   |
| 8     | ФРН            | ½  | 1½ | 1  | 1  | 1  | 2  | 2  |    | 1½ |  | 0 | 2 | 6 | 10½  |
| 9     | Фінляндія      | ½  | ½  | 1½ | ½  | 2  | ½  | 2  | 2½ |    |  | 1 | 2 | 5 | 10   |

#### Фінал B
| Місце | Країна     | 10 | 11 | 12 | 13 | 14 | 15 | 16 | 17 | 18 |  | + | − | = | Очки |
| ----- | ---------- | -- | -- | -- | -- | -- | -- | -- | -- | -- |  | - | - | - | ---- |
| 10    | Нідерланди |    | 2  | 1½ | 2½ | 2½ | 3½ | 3  | 3  | 3  |  | 6 | 1 | 1 | 21   |
| 11    | Ізраїль    | 2  |    | 2  | 3  | 2½ | 3  | 2½ | 2  | 2½ |  | 5 | 3 | 0 | 19½  |
| 12    | Польща     | 2½ | 2  |    | 2½ | 1½ | 2½ | 1  | 2  | 2½ |  | 4 | 2 | 2 | 16½  |
| 13    | НДР        | 1½ | 1  | 1½ |    | 2  | 3  | 1½ | 3  | 3  |  | 3 | 1 | 4 | 16½  |
| 14    | Данія      | 1½ | 1½ | 2½ | 2  |    | 1½ | 2½ | 3  | 1½ |  | 3 | 1 | 4 | 16   |
| 15    | Куба       | ½  | 1  | 1½ | 1  | 2½ |    | 3  | 3½ | 2  |  | 3 | 1 | 4 | 15   |
| 16    | Англія     | 1  | 1½ | 3  | 2½ | 1½ | 1  |    | 1½ | 2  |  | 2 | 1 | 5 | 14   |
| 17    | Австрія    | 1  | 2  | 2  | 1  | 1  | ½  | 2½ |    | 3  |  | 2 | 2 | 4 | 13   |
| 18    | Італія     | 1  | 1½ | 1½ | 1  | 2½ | 2  | 2  | 1  |    |  | 1 | 2 | 5 | 12½  |

#### Фінал C
| Місце | Країна     | 19 | 20 | 21 | 22 | 23 | 24 | 25 |  | + | − | = | Очки |
| ----- | ---------- | -- | -- | -- | -- | -- | -- | -- |  | - | - | - | ---- |
| 19    | Бразилія   |    | 2½ | 2  | 2½ | 4  | 3½ | 4  |  | 5 | 1 | 0 | 18½  |
| 11    | Греція     | 1½ |    | 2½ | 1½ | 1½ | 2½ | 4  |  | 3 | 0 | 3 | 13½  |
| 21    | Норвегія   | 2  | 1½ |    | 2½ | 1½ | 2  | 3½ |  | 2 | 2 | 2 | 13   |
| 22    | Швейцарія  | 1½ | 2½ | 1½ |    | 1½ | 2½ | 3½ |  | 3 | 0 | 3 | 13   |
| 23    | Ісландія   | 0  | 2½ | 2½ | 2½ |    | 1  | 4  |  | 4 | 0 | 2 | 12½  |
| 24    | Саар       | ½  | 1½ | 2  | 1½ | 3  |    | 4  |  | 2 | 1 | 3 | 12½  |
| 25    | Люксембург | 0  | 0  | ½  | ½  | 0  | 0  |    |  | 0 | 0 | 6 | 1    |

## Особовий залік

### 1-ша шахівниця
| Місце | Ім'я             | Країна    | Фінал | Очки | Ігри | %    |
| ----- | ---------------- | --------- | ----- | ---- | ---- | ---- |
| 1     | Мігель Найдорф   | Аргентина | А     | 12½  | 16   | 78,1 |
| 2     | Гідеон Стальберг | Швеція    | А     | 10   | 13   | 76,9 |
| 3     | Ласло Сабо       | Угорщина  | А     | 10½  | 14   | 75,0 |

### 2-га шахівниця
| Місце | Ім'я           | Країна    | Фінал | Очки | Ігри | %    |
| ----- | -------------- | --------- | ----- | ---- | ---- | ---- |
| 1     | Василь Смислов | СРСР      | А     | 10½  | 13   | 80,8 |
| 2     | Лотар Шмідт    | ФРН       | А     | 9    | 12   | 75,0 |
| 3     | Брослав Рабар  | Югославія | А     | 8    | 12   | 66,7 |

### 3-тя шахівниця
| Місце | Ім'я            | Країна     | Фінал | Очки | Ігри | %    |
| ----- | --------------- | ---------- | ----- | ---- | ---- | ---- |
| 1     | Давид Бронштейн | СРСР       | А     | 8    | 10   | 80,0 |
| 2     | Ян Доннер       | Нідерланди | В     | 10   | 13   | 76,9 |
| 3     | Роберт Барн     | США        | А     | 10½  | 15   | 70,7 |